# Doris Pinčić
Doris Pinčić Guberović (Zadar, 4. rujna 1988.) hrvatska je televizijska, filmska i kazališna glumica, te voditeljica na HRT-u.

## Životopis
Doris je rođena 4. rujna 1988. u Zadru. Završila je Akademiju glume i lutkarstva u Osijeku. Godine 2011. zaigrala je lik protagonistice serije Larin izbor. Po završetku serije, godine 2013. postala je i radijska voditeljica Narodnog radija. Istovremeno vodi i zabavne emisije na RTL televiziji poput Tri, dva, jedan – kuhaj!, Zvjezdice i Na kavi kod Doris. Od 1. veljače 2020. godine prelazi na nacionalnu televiziju HRT.

### Osobni život
Dana 6. rujna 2013. udala se za pjevača Borisa Rogoznicu, a razveli su se 2020. godine  
Dana 11. veljače 2014. rodila je sina Donata, a 27. lipnja 2018. kćerku Gitu.
U srpnju 2020. godine otkriveno je kako se razvodi od dotadašnjeg partnera Borisa Rogoznice.
Dana 11. studenog 2022. udala se za poduzetnika Davora Guberovića.

## Filmografija

### Glumačke uloge
| Godina        | Naslov                        | Uloga                    | Vrsta uloge    | Bilješke  |
| ------------- | ----------------------------- | ------------------------ | -------------- | --------- |
| 2011. – 2013. | Larin izbor                   | Lara Božić-Zlatar/Aurora | protagonistica | TV serija |
| 2012.         | Larin izbor: Izgubljeni princ | Lara Božić-Zlatar/Aurora | glavna uloga   | film      |
| 2014. – 2015. | Vatre ivanjske                | Magdalena Magdić         | antagonistica  | TV serija |
| 2015.         | Horvatovi                     | Violeta Kunić            | sporedna uloga | TV serija |
| 2016.         | Zbog tebe                     | Lara                     | sporedna uloga | film      |
| 2022.         | Razgovor                      | Marija Horvat            |                | film      |

### Sinkronizacija
| Godina | Naslov                                   | Uloga    |
| ------ | ---------------------------------------- | -------- |
| 2013.  | Robi - uzbuna na Orlovu vrhu             | Doti     |
| 2014.  | Avioni 2: Nebeski vatrogasci             | Vera     |
| 2014.  | Pčelica Maja                             | Kraljica |
| 2016.  | Žak i Kvak                               | Kira     |
| 2018.  | Hotel Transilvanija 3: Praznici počinju! | Kristina |
| 2021.  | Petar Zecimir: Skok u avanturu           | Točkica  |

### Voditeljske uloge
| Godina        | Naslov                                            | Bilješke         |
| ------------- | ------------------------------------------------- | ---------------- |
| 2020., 2021.  | Dora – izbor hrvatske pjesme za Pjesmu Eurovizije |                  |
| 2020., 2021.  | Večernjakova ruža                                 |                  |
| 2020. – danas | Dobro jutro, Hrvatska                             |                  |
| 2015. – 2019. | Tri, dva jedan – kuhaj!                           | sezone 2 − 7     |
| 2015. – 2018. | Zvjezdice                                         |                  |
| 2017. – 2018. | Na kavi kod Doris                                 | vlastita emisija |

## Vanjske poveznice
- Doris Pinčić u internetskoj bazi filmova IMDb-u (engl.)